# Tsiroanomandidy Fihaonana
Tsiroanomandidy Fihaonana è una città e comune del Madagascar situata nel distretto di Tsiroanomandidy, regione di Bongolava. 
La popolazione del comune rilevata nel censimento 2001 era pari a 26 831 unità.